# Embajada de España en Kuwait
La Embajada de España en Kuwait es la máxima representación legal del Reino de España en el Estado de Kuwait. También está acreditada en el Reino de Baréin (1973).

## Embajador
El actual embajador es Manuel Hernández Gamallo, quien fue nombrado por el gobierno de Pedro Sánchez el 29 de julio de 2024.

## Misión diplomática
El Reino de España concentra su representación en el país en la embajada en la ciudad de Kuwait, capital homónima del país, establecida en 1964 pero dependiente de Beirut hasta 1972. También está operativo un consulado honorario en Manama, capital de Baréin.

## Historia
España estableció relaciones en 1961, cuando el país árabe alcanzó la independencia del Reino Unido. Si bien los asuntos consulares dependieron de la Embajada española en Beirut desde 1964, con la creación de la embajada no residente, a  1972. España fue uno de los 35 países que participaron en la coalición internacional que bajo el mandato de las Naciones Unidas contribuyeron a la liberación de Kuwait en febrero de 1991 tras la invasión y ocupación por el Irak de Saddam Hussein en agosto de 1990.

## Demarcación
Kuwait perteneció a la demarcación del Líbano desde la creación de la embajada de 1964 a 1972. En 1973 se creó una demarcación para la embajada española en Kuwait que incluye a:
- Reino de Baréin: las relaciones diplomáticas entre España y Baréin se establecieron en 1972, y en 1973 se incluyó a Baréin dentro de la demarcación de Kuwait de donde sigue dependiendo actualmente. Existe un consulado honorario en Manana, capital del país.[2]

En el pasado también estos países estuvieron incluidos en la demarcación:
- Sultanato de Omán: España estableció relaciones diplomáticas con Omán en 1972 y un año después incluyó los asuntos del país árabe dentro de la demarcación de Kuwait. En 1977 el sultanato de Omán pasó a depender de la Embajada española en Yeda (Arabia Saudí).[3] En 2004 se creó la Embajada residente en Mascate, capital de Omán, y se nombró al primer embajador residente.

- Emiratos Árabes Unidos: las relaciones entre España y los Emiratos Árabes Unidos se establecieron en 1971, y en 1972 se creó la embajada no residente aunque los asuntos diplomáticos en el país quedaron bajo la Embajada de Kuwait hasta 1977, cuando se hizo efectiva la nueva embajada residente.

- Estado de Catar: en 1973 se establecieron relaciones entre ambos países y los asuntos diplomáticos quedaron a cargo de la Embajada española en Kuwait hasta 1978 cuando pasaron a depender de la Embajada española de Abu Dabi en los Emiratos Árabes Unidos.